# 93 км (платформа, Кримська дирекція Придніпровської залізниці)
93 км — пасажирський залізничний зупинний пункт Кримської дирекції Придніпровської залізниці на нелектрифікованій лінії Джанкой — Владиславівка  між станціями Іслям-Терек (7 км) та Владиславівка (7 км). Розташований в селі Василькове Феодосійського району Автономної Республіки Крим.

## Пасажирське сполучення
На платформі 93 км зупиняються приміські поїзди сполученням:
- Армянськ — Феодосія;
- Джанкой — Феодосія / Керч.